# Biatlo nos Jogos Olímpicos de Inverno de 2014 - Largada coletiva feminina
A largada coletiva feminina do biatlo nos Jogos Olímpicos de Inverno de 2014 foi disputada no Centro de Esqui Cross-Country e Biatlo Laura, na Clareira Vermelha, em 17 de fevereiro de 2014.

## Medalhistas
| Ouro   | BLR Darya Domracheva   |
| Prata  | CZE Gabriela Soukalová |
| Bronze | NOR Tiril Eckhoff      |

## Resultados
| Pos.              | Bib | Atleta                           | Tempo       | Penalidades (P+S+P+S) | Diferença |
| ----------------- | --- | -------------------------------- | ----------- | --------------------- | --------- |
| Medalha de ouro   | 2   | BLR Darya Domracheva             | 35:25.6     | 1 (0+0+0+1)           | —         |
| Medalha de prata  | 10  | CZE Gabriela Soukalová           | 35:45.8     | 1 (0+0+0+1)           | +20.2     |
| Medalha de bronze | 12  | NOR Tiril Eckhoff                | 35:52.9     | 1 (0+1+0+0)           | +27.3     |
| 4                 | 7   | SLO Teja Gregorin                | 36:05.0     | 0 (0+0+0+0)           | +39.4     |
| 5                 | 19  | POL Monika Hojnisz               | 36:20.5     | 0 (0+0+0+0)           | +54.9     |
| 6                 | 9   | FIN Kaisa Mäkäräinen             | 36:27.1     | 2 (0+0+1+1)           | +1:01.5   |
| 7                 | 21  | UKR Olena Pidhrushna             | 36:37.1     | 0 (0+0+0+0)           | +1:11.5   |
| 8                 | 13  | CZE Veronika Vítková             | 36:49.3     | 0 (0+0+0+0)           | +1:23.7   |
| 9                 | 5   | SUI Selina Gasparin              | 36:54.9     | 2 (0+1+1+0)           | +1:29.3   |
| 10                | 17  | FRA Anaïs Bescond                | 36:55.3     | 3 (0+0+3+0)           | +1:29.7   |
| 11                | 25  | USA Susan Dunklee                | 36:57.9     | 3 (0+1+1+1)           | +1:32.3   |
| 12                | 11  | UKR Valj Semerenko               | 37:03.5     | 2 (0+0+2+0)           | +1:37.9   |
| 13                | 18  | ITA Karin Oberhofer              | 37:03.6     | 2 (0+0+1+1)           | +1:38.0   |
| 14                | 4   | NOR Tora Berger                  | 37:07.8     | 2 (0+1+1+0)           | +1:42.2   |
| 15                | 8   | BLR Nadezhda Skardino            | 37:08.0     | 2 (0+0+1+1)           | +1:42.4   |
| 16                | 6   | UKR Vita Semerenko               | 37:03.5     | 2 (0+0+2+0)           | +1:37.9   |
| 17                | 14  | GER Andrea Henkel                | 37:19.2     | 1 (0+0+1+0)           | +1:53.6   |
| 18                | 29  | POL Krystyna Pałka               | 37:33.9     | 2 (1+0+1+0)           | +2:08.3   |
| 19                | 22  | POL Weronika Nowakowska-Ziemniak | 37:35.2     | 4 (1+0+2+1)           | +2:09.6   |
| 20                | 26  | ROU Éva Tófalvi                  | 37:50.9     | 2 (1+0+0+1)           | +2:25.3   |
| 21                | 3   | RUS Olga Vilukhina               | 38:05.3     | 2 (1+0+0+1)           | +2:39.7   |
| 22                | 16  | UKR Juliya Dzhyma                | 38:10.8     | 4 (0+0+2+2)           | +2:45.2   |
| 23                | 28  | NOR Ann Kristin Flatland         | 38:15.6     | 2 (0+1+1+0)           | +2:50.0   |
| 24                | 24  | ITA Dorothea Wierer              | 38:37.4     | 3 (1+2+0+0)           | +3:11.8   |
| 25                | 1   | SVK Anastasiya Kuzmina           | 38:50.3     | 5 (0+2+2+1)           | +3:24.7   |
| 26                | 30  | CAN Megan Imrie                  | 38:59.0     | 5 (1+0+1+3)           | +3:33.4   |
| 27                | 15  | GER Franziska Hildebrand         | 39:09.5     | 3 (1+0+1+1)           | +3:43.9   |
| —                 | 27  | SUI Elisa Gasparin               | DNF         | 1 (0+1)               | —         |
| —                 | 23  | GER Evi Sachenbacher-Stehle      | 35:53.9 DSQ | 0 (0+0+0+0)           | +28.3     |
| —                 | 20  | RUS Olga Zaitseva                | 38:14.2 DSQ | 1 (0+0+1+0)           | +2:48.6   |

Legenda
| Recorde mundial      | Recorde mundial (World record)               |                       | Recorde africano                      | Recorde africano (African) |                                           | Q | Classificado por posição (Qualified) |
| Recorde olímpico     | Recorde olímpico (Olympic record)            | Recorde da América    | Recorde da América (Americas)         | q                          | Classificado por melhor tempo (Qualified) |   |                                      |
| Melhor marca do ano  | Melhor marca do ano (World leading)          | Recorde asiático      | Recorde asiático (Asian)              | DNS                        | Não largou (Did not start)                |   |                                      |
| Recorde nacional     | Recorde nacional (National record)           | Recorde europeu       | Recorde europeu (European)            | DNF                        | Não terminou (Did not finish)             |   |                                      |
| Recorde pessoal      | Recorde pessoal do atleta (Personal best)    | Recorde da Oceania    | Recorde da Oceania (Oceania)          | DSQ / DQ                   | Desclassificado (Disqualified)            |   |                                      |
| Recorde da temporada | Recorde da temporada do atleta (Season best) | Recorde sul-americano | Recorde sul-americano (South America) | NM                         | Sem marca (No mark)                       |   |                                      |